# Kastell Gherla
Kastell Gherla war ein römisches Hilfstruppenlager auf dem Gemeindegebiet von Gherla (Neuschloß), einer Kleinstadt im Kreis Cluj, in der rumänischen Region Siebenbürgen.

## Lage

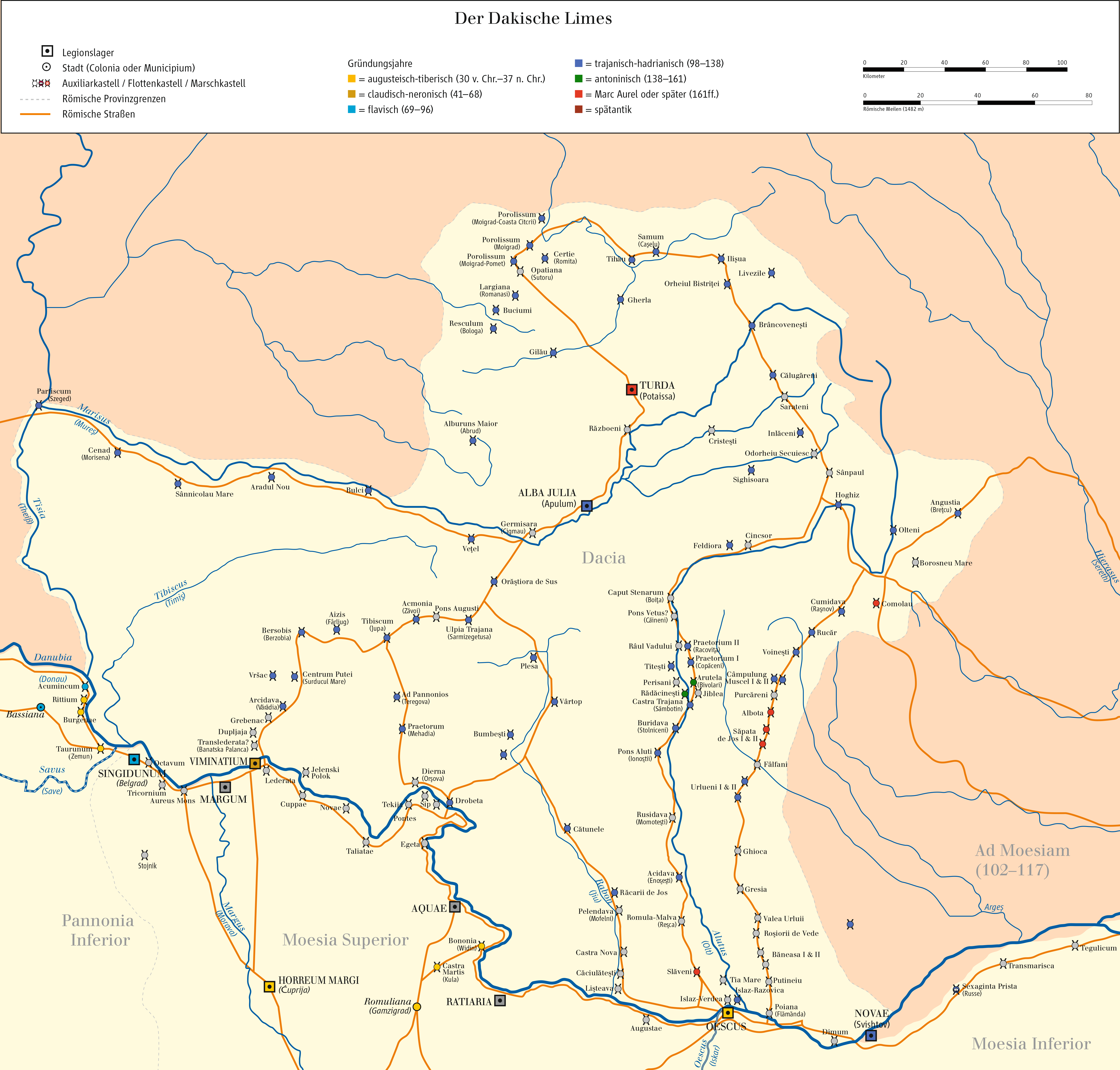
Verlauf der Dakischen Limites

Im heutigen Siedlungsbild befindet sich das Bodendenkmal am südwestlichen Stadtrand von Gherla. Der bei seiner Besiedlung rund zwei Meter über dem umgebenden Niveau gelegene Bereich war im Laufe der Jahrhunderte starken Erosionen durch Hochwasser des Flusses Someș und landwirtschaftliche Tätigkeiten ausgesetzt und ist heute weitgehend von einer Fabrik überbaut, bei deren Errichtung weitere Teile der Befunde zerstört wurden. Die südöstliche Ecke des ehemaligen Militärlagers hebt sich jedoch noch deutlich im Gelände ab. Topographisch liegt es auf einer Niederterrasse am östlichen Ufer des Flusses Someș. In antiker Zeit oblag der Besatzung des in der Provinz Dacia Porolissensis gelegenen Kastells vermutlich die Aufgabe, die von Napoca an den nördlichen Limes (Abschnitt A / VI) führende Straße zu überwachen. Strategisch könnte sie in der frühen Okkupationszeit ein Bindeglied zwischen der Legion in Alba Iulia (Apulum) und der nördlichen Front gebildet, und in der späteren Zeit die taktische Funktion gehabt haben, die weiter nördlich, unmittelbar an der äußeren Limeslinie stationierten Truppen zu unterstützen.

## Forschungsgeschichte
Als Fundort römischer Antiquitäten war Gherla bereits seit dem ausgehenden 18. Jahrhundert bekannt. Erste archäologische Ausgrabungen erfolgten in den Jahren 1901 bis 1906 durch József Ornstein. Weitere Untersuchungen schlossen sich 1907 bis 1909 durch Endre Orosz und 1937 unter Gherasim Pintea daran an. Umfangreichere Ausgrabungen erfolgten in der zweiten Hälfte des 20. Jahrhunderts, insbesondere 1960 bis 1968 unter der Leitung von Dumitru Protase, 1961 bis 1965 durch Alexandru Nicula, den Kustos des historischen Museums in Gherla (unveröffentlicht) und 1979 bis 1983 unter der Leitung verschiedener Archäologen, darunter erneut Dumitru Protase, sowie Nicolae Gudea und Radu Ardevan. Einige diese Untersuchungen waren in Form von Not- und Rettungsgrabungen erforderlich geworden, bedingt durch die Errichtung und spätere Erweiterung eines holzwirtschaftlichen Kombinats, das auf dem ehemaligen Kastellplatz entstand.
Der antike Name des Kastellplatzes ist nicht überliefert. József Ornstein hatte versucht, ihn mit dem in der Kosmografie des Geographen von Ravenna aufgeführten Ort Congri gleichzusetzen, was aber aufgrund des Straßenverlaufs nicht in Betracht kommen kann. Dennoch hatte sich diese Deutung mangels vernünftigerer Alternativen zwischenzeitlich durchsetzen können und teilweise in der älteren Literatur ihren Niederschlag gefunden. Da der Platz sich nicht an der Kaiserstraße von Napoca nach Porolissum befand, sondern an einer Nebenstrecke durch das Tal des Someș, findet er sich nicht auf der Tabula Peutingeriana verzeichnet. Eine tatsächlich zutreffende Identifizierung kann daher nur möglichen epigraphischen Funden der Zukunft vorbehalten bleiben.

## Archäologische Befunde
Bei den weiter oben aufgeführten Untersuchungen und Ausgrabungen der letzten 110 Jahre konnten letztendlich zwei verschiedene Bauphasen identifiziert werden. Auf ein Holz-Erde-Lager folgte ein vergrößertes Steinkastell. Ausweislich der inschriftlichen Funde diente als Stammbesatzung in beiden Bauphasen die Ala II Pannoniorum, eine ursprünglich in Pannonien rekrutierte Kavallerieeinheit von 480 Mann Stärke. Im Zusammenhang mit dem Zweiten Dakerkrieg (105/106) war diese Ala und besonders einer ihrer Exploratores (Späher) namens Tiberius Claudius Maximus zu einer gewissen Berühmtheit gelangt (siehe weiter unten).

### Holz-Erde-Lager
Das früheste Lager wurde schon in der Okkupationszeit unter Trajan (98–117), bis spätestens zum Jahr 106 errichtet. Es besaß einen rechteckigen, sich quadratischer Form annähernden Grundriss mit Seitenlängen von 145 m mal 138 m, entsprechend einer Grundfläche von zwei Hektar. Mit seinen Seiten war es in etwa in die vier Himmelsrichtungen orientiert. Aufgrund der Erosionen und Abschwemmungen konnten die Maße der Holz-Erde-Mauer nicht sicher geklärt werden. Die Schätzungen und Berechnungen schwanken zwischen Breiten von 6,50 m und 9,50 m, sowie zwischen Höhen von einem und zwei Metern. Besser und sicherer erfasst werden konnte das Doppelgrabensystem aus Spitzgräben, das – nach einer Berme – als Annäherungshindernis vor dem Kastell verlief, wenngleich auch hier unterschiedliche Maße vorliegen. Über die Innenbebauung des Holz-Erde-Lagers ist nur sehr wenig bekannt. Einige Spuren, die für lehmverputzte Holzbauwerke sprechen und in den tieferen Erdschichten gefunden wurden, könnten auf das älteste Lager weisen, was aber nicht gesichert ist. Sicher scheinen hingegen die Verläufe der Via praetoria (Lagerhauptstraße), der Via decumana (rückwärtige Lagerstraße) und der Via principalis dextra (rechte Lagerquerstraße) zu sein, während von der Via sagularis (Lagerringstraße) keinerlei Spuren identifiziert werden konnten. Die Existenzdauer des Holz-Erde-Lagers wird mit etwa dreißig bis vierzig Jahren angenommen, was der üblichen Erhaltungsdauer römischer Holzbauwerke entsprechen würde. Der Übergang zum nachfolgenden Steinkastell erfolgte möglicherweise nicht gleichzeitig. Es ist denkbar, dass zunächst nur einzelne Bauwerke, wobei in erster Linie an die Principia (Stabsgebäude) zu denken wäre, in Stein ausgeführt wurden, bevor schließlich das Kastell eine steinerne Umwehrung erhielt.

### Steinkastell
Gegen die Mitte des zweiten Jahrhunderts unserer Zeitrechnung, vermutlich um das Jahr 140, oder etwas später, wurde das Lager vergrößert und die bisherige Holz-Erde-Bauweise durch Steintechnik ersetzt. Es ist nicht völlig klar, ob sich eine diesbezügliche Bauinschrift des Jahres 143 nur auf die Principia oder auf das gesamte Kastell bezieht. Der neue Grundriss weist die Achslängen von 162 m mal 169 m auf, was einer bebauten Fläche von 2,74 Hektar entspricht. Seine Orientierung entsprach der des Holz-Erde-Lagers, die Porta praetoria (Haupttor) war nach Norden hin ausgerichtet (eine anderslautende Angabe im Archäologischen Register von Cluj-Napoca wurde von Protase, Gudea und Ardevan 2008 als irrtümlich zurückgewiesen).
Zur Konstruktion der Steinmauer wurden die Gräben des Holz-Erde-Kastells verfüllt und einplaniert und die neuen Mauern davor errichtet. Die zwischen 2,30 m und 2,50 m mächtige, aus vermörtelten Steinen gebildete Mauer wurde auf ein 0,60 m bis 0,60 m (?) in den Boden eingetieftes Fundament gesetzt. Zwischen der Mauer und dem neuen Doppelgrabensystem verlief eine etwa 1,50 m breite Berme, deren Oberfläche mit den Bruchstücken von Grabsteinen, -skulpturen und -inschriftenplatten gepflastert worden war. Die Gräben selbst wurden in den anstehenden, bislang unberührten Boden eingetieft. Sie waren zwischen sechs und sieben Metern breit und bis zu zwei Metern tief. Zwischen den beiden Gräben verblieb ein bis zu zwei Meter breiter Erdsteg. Auffällig ist, dass die Sohlen der neuen Gräben abgerundet waren, während es sich bei den älteren Gräben um typische Spitzgräben handelte. Die Wehrmauer war mit nach außen vorspringenden, Eck- und Zwischentürmen versehen, die insgesamt vier Tore von Tortürmen flankiert, wobei anzumerken ist, dass aufgrund der erwähnten Erosionen und Zerstörungen nicht mehr alle Seiten des Kastells erfasst und die korrekten Grundrisse und Abmessungen der Türme nicht vollständig ermittelt werden konnten. Zudem gibt es in der Literatur widersprüchliche Maßangaben.
Wie beim Holz-Erde-Lager ist auch beim Steinkastell nur wenig Gesichertes über die Innenbebauung bekannt. Die wenigen Befunde, darunter einzelne Mauern, die zwei verschiedenen Bauphasen entstammen, Spuren eines Hypokaustums und von mit Ziegelplatten gepflasterter Fußböden, waren zu fragmentarisch oder konnten nicht großflächig genug freigelegt werden, um sinnvoll zu einem Gesamtplan ergänzt zu werden. Ähnlich problematisch verhält es sich bei der Periodisierung des Kastells durch eine Brandschicht, die in manchen Bereichen zwei verschiedene Phasen zu trennen scheint. War diese anfänglich noch mit den Ereignissen der Markomannenkriege in Verbindung gebracht worden, so wurde der Gedanke von der jüngeren Forschung bereits wieder verworfen. Zum einen hatte man festgestellt, dass die Brandschicht nicht durchgängig war, sodass man eher eine gezielte Niederbrennung einzelner Gebäude durch die römischen Truppen selbst vermutete. Zum anderen gab es in ganz Dakien keinen weiteren nachgewiesenen Brandzerstörungshorizont durch Feindeinwirkung aus dieser Zeit.

### Truppen – Die Ala II Pannoniorum und Tiberius Claudius Maximus
Als einzige Stammeinheit in beiden Bauphasen des Kastells wird die Ala II Pannoniorum angesehen, die mit vollständigem Namen Ala II Pannoniorum [veterana] [torquata] hieß (altgediente, mit Torques ausgezeichnete, 2. Ala der Pannonier). Nachdem sie an beiden Dakerkriegen Trajans (101/102 und 105/106) teilgenommen hatte, wurde sie dauerhaft in Gherla stationiert. Von 113 bis 116 nahm sie an Trajans Krieg gegen die Parther teil und kehrte anschließend nach Gherla zurück. Ihre Verluste im Partherkrieg wurde durch zahlreichen Rekruten gallischer Herkunft ausgeglichen, weswegen sie in der Folgezeit als Ala II Gallorum et Pannoniorum oder Ala II Pannoniorum et Gallorum (2. Ala der Gallier und Pannonier) bezeichnet wurde. Sie blieb in Gherla stationiert, bis die Römer unter Aurelian (270 bis 275) aus Dakien abzogen.

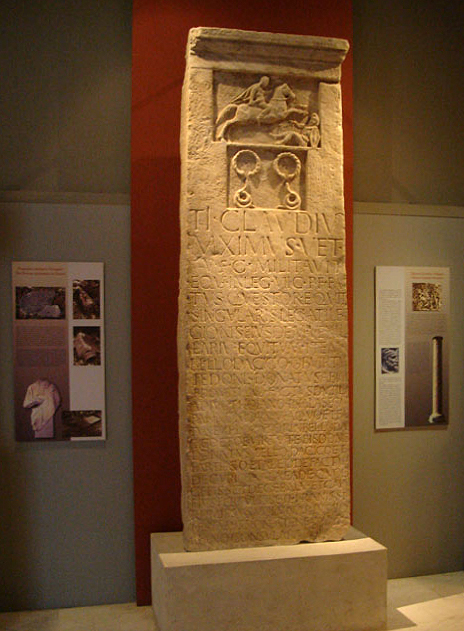
Grabstele des
Tiberius Claudius Maximus
FO: Grammeni
AO: Archäologisches Museum, Drama

Der berühmteste Angehörige der Ala und vermutlich ein guter Kenner der dakischen Verhältnisse war der Kavallerist Tiberius Claudius Maximus (um 65 bis nach 117), der eine abwechslungs- und erfolgreiche militärische Karriere durchlief. Er hatte diverse Unteroffizierspositionen als Reiter in der Legio VII Claudia besetzt, mit dieser an den Dakischen Kriegen (85 bis 89) des Domitian (81–96) teilgenommen und war darin ausgezeichnet worden. Später wurde er bei doppeltem Sold zur Ala II Pannoniorum versetzt und nahm dadurch auch an den beiden Dakerkriegen des Trajan teil. Wieder fiel er durch überdurchschnittliche Leistungen auf, insbesondere dadurch, dass ihm die Gefangennahme des Dakerkönigs Decebalus gelang, was zu seiner Beförderung in den Offiziersstand als Decurio (Anführer einer Turma (Schwadron)) führte. Als solcher nahm er auch am Partherkrieg teil, in dem er sich erneut auszeichnete. Seinen Ruhestand und Lebensabend verbrachte er vermutlich im Raum Philippi (Makedonien), wo sein Grabstein im heutigen Dorf Grammeni gefunden wurde.

### Vicus und Kastellthermen
Rund um das Kastell, insbesondere jedoch entlang der verlängerten Achsen der Kastellstraßen auf der nördlichen, östlichen und südlichen Seite des Lagers, erstreckte sich ein weitläufiger Kastellvicus. Der Vicus war eine zivile Siedlung, die bei nahezu jedem römischen Militärlager anzutreffen ist und in der sich die Wohnquartiere der Angehörigen von Soldaten, der Veteranen, Handwerker, Händler, Schankwirte, Prostituierten und anderer Dienstleister befanden.
Allerdings wurde durch dieselben modernen Industrieansiedlungsmaßnahmen, durch die das Kastell selbst beschädigt worden war, auch große Teile des Vicus zerstört, sodass die Rekonstruktion des Vicus nur noch auf der Grundlage einzelner, mehr oder weniger gut erhaltener Fundstellen erfolgen kann, ohne dass ein wirklich zusammenhängender Gesamtplan vorliegt. Die Einzelbefunde weisen auf eine relativ großflächige Siedlung, die sich noch über den Someș hinaus nach Westen fortsetzte. Die Struktur des Ortes orientierte sich stark an den topographischen Gegebenheiten und war daher nicht gleichmäßig. Sein Kern befand sich wohl südlich und südöstlich der neuzeitlichen Festung, wo das Gelände besonders hoch und somit hochwassergeschützt lag. Innerhalb des Vicus ist insgesamt eine breite soziale Differenzierung auszumachen. Die Qualität der Bebauung reicht von beheizbaren, ziegelgedeckten Streifenhäusern mit Stein- oder Backsteinmauerwerk in den zentraler gelegenen und mit besserer Infrastruktur (Trinkwasserversorgung, Abwasserentsorgung) ausgestatteten Bereichen bis zu einfachen Grubenhäusern an den Peripherien.
Die Kastellthermen konnten bislang nicht bzw. nicht wieder ausfindig gemacht werden. Jedoch hatte bereits Károly Torma 1865 behauptet, ein entsprechendes hypokaustiertes Steingebäude südwestlich des Kastellbereiches entdeckt zu haben. Dieser Platz war 1911 von Árpád Buday als Fürdöhelye (Platz des Bades) in einer Karte verzeichnet worden. Eine erneute Lokalisierung ist danach jedoch nicht wieder gelungen, möglicherweise fielen die Gebäude einer Überschwemmung des Someș zum Opfer.

### Gräberfelder

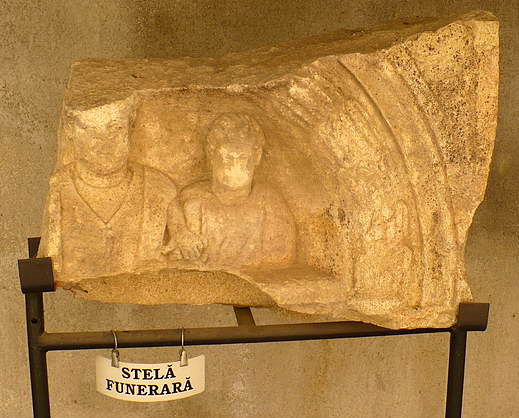
Teil einer Grabstele
FO: Gherla
AO: Muzeul de Istorie, Gherla

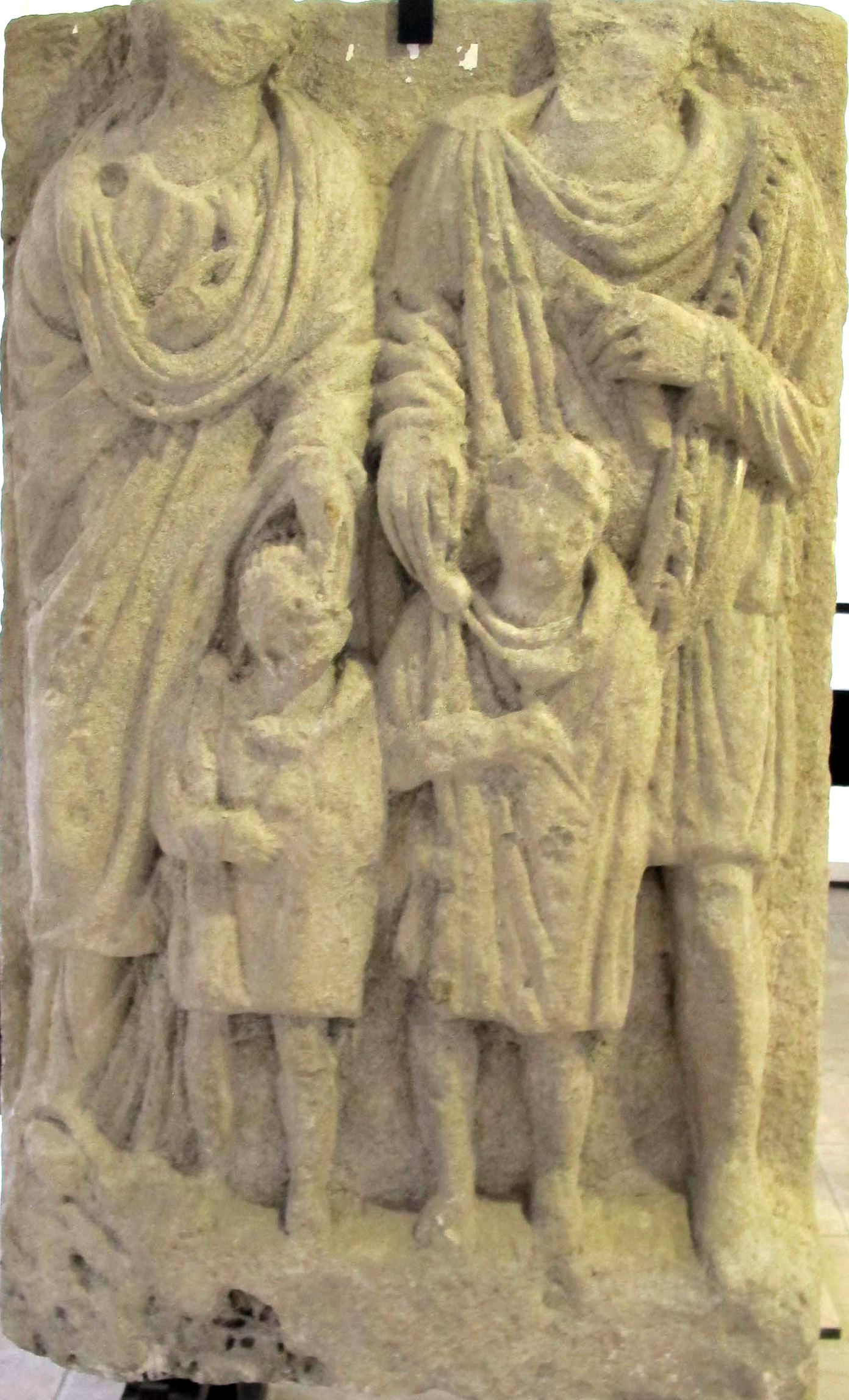
Grabstein des
2. oder 3. Jahrhunderts
FO: Gherla
AO: Muzeul de Istorie, Gherla

Zwar wurden in Gherla sehr viele, teilweise recht monumentale Grabstelen entdeckt, die insbesondere als Spolien beim Bau des Kastells und anderer Gebäude verwendet worden waren, jedoch bislang keine eigentlichen Grablegungen, die archäologisch hätten untersucht werden können. Die rumänische Archäologie hofft daher, dass sich die Gräberfelder außerhalb der durch die bereits erwähnten, modernen Baumaßnahmen zerstörten Areale befinden und in Zukunft noch freigelegt werden könnten. Als „Verdachtsflächen“ gelten insbesondere die Bereiche östlich von Kastell und Vicus. Die aufgefunden, aus lokal anstehenden Gesteinsarten gefertigten Monumentaldenkmale sprechen für einen gewissen Wohlstand der Siedlung, das Fehlen von Sarkophagen spricht für die Dominanz von Brandbestattungen gegenüber Körperbestattungen. Häufig fanden sich Darstellungen von Pferden, was zum einen natürlich durch den Umstand begründet sein mag, dass im Kastell Gherla nur Kavalleristen stationiert gewesen sind. Eine weitere Ursache könnte aber auch darin liegen, dass die Soldaten Ethnien entstammten, in denen Pferde traditionell kultisch verehrt wurden.

## Fundverbleib und Denkmalschutz
Die Aufbewahrung der Funde erfolgt im Muzeul de Istorie (Geschichtsmuseum) in Gherla, sowie im Muzeul Național de Istorie a Transilvaniei (Nationalmuseum der Geschichte Transsilvaniens), in Cluj-Napoca.
Die gesamte archäologische Stätte und im Speziellen das Kastell stehen nach dem 2001 verabschiedeten Gesetz Nr. 422/2001 als historische Denkmäler unter Schutz und sind mit dem LMI-Code CJ-I-s-A-07059 in der nationalen Liste der historischen Monumente (Lista Monumentelor Istorice) eingetragen. Zuständig ist das Ministerium für Kultur und nationales Erbe (Ministerul Culturii și Patrimoniului Național), insbesondere das Generaldirektorat für nationales Kulturerbe, die Abteilung für bildende Kunst sowie die Nationale Kommission für historische Denkmäler sowie weitere, dem Ministerium untergeordnete Institutionen. Ungenehmigte Ausgrabungen sowie die Ausfuhr von antiken Gegenständen sind in Rumänien verboten.